# Arthur Edwin Kennelly
Arthur Edwin Kennelly (Colaba, 17 december 1861 – Boston, 18 juni 1939) was een Amerikaanse elektrotechnicus die baanbrekend werk heeft gedaan in de ontwikkeling van analytische methodes, en dan speciaal het gebruik van complexe getallen in de wisselstroomtechniek.

## Biografie
Arthur Edwin Kennelly werd geboren in het Indiase Colaba, vlak bij Bombay, als zoon van de Ierse marineofficier David Josepy Kennelly (1831-1907) en Catherine Gibson Heycock (1839-1863). Na het overlijden van zijn moeder toen hij pas 3-jaar oud was, verhuisde hij naar Engeland waar hij, na een aantal basisscholen bezocht te hebben, werd opgeleid aan de University College School in Londen. In 1876 kwam hij bij de Eastern Telegraph Company terecht waar hij werk kreeg als telegraafbediende. Vervolgens verliet hij Engeland om praktische veldervaring op te doen in verschillende functies; zo was hij assistent-elektricien in Malta (1878), hoofd elektrotechniek aan boord van een kabellegschip (1881) en senior scheepselektricien bij de Eastern Telegraph Co. (1886).
Op 26-jarige leeftijd vertrok Kennelly naar Amerika. Toen Thomas Edison begin december 1887 zijn nieuwe laboratorium in West Orange opende, trad Kennelly nog dezelfde maand toe tot diens laboratoriumstaf en werd Edisons belangrijkste assistent. Van Edison kreeg hij de opdracht om aan te tonen dat de wisselstroom van George Westinghouse gevaarlijker is dan zijn gelijkstroom, om zo de groeiende elektriciteitsmarkt te blijven beheersen. Dit onderzoek zou uiteindelijk leiden tot de uitvinding van de elektrische stoel.
Tot maart 1894 bleef hij verbonden aan Edisons laboratorium, waarna hij ontslag nam en samen met Edwin Houston een adviesbureau begon in Philadelphia waar ze diverse elektrotechnische boeken en artikelen schreven. Later werkte hij tot 1901 hij als adviseur bij de Edison General Electric Company en de General Electric Company in New York. In 1902 werd door de Mexicaanse regering zijn hulp ingeroepen bij de aanleg van de kabelverbinding van Veracruz naar Frontera en Campeche.
Datzelfde jaar echter trok Kennelly zich terug uit de zakenwereld, om zich volledig te richten op die van de academische wereld, en werd hij hoogleraar aan de Harvard Universiteit (1902-30) en tevens aan de Massachusetts Institute of Technology (1913-24). Daarnaast ging hij als hoogleraar naar Frankrijk (1921-22), deed onderzoek aan het Carnegie Institution (1924-30) en was de eerste uitwisselingsdocent elektrotechniek aan de Iwadare Foundation in Japan (1931).
Arthur Kennelly was zelf auteur van 10 boeken en coauteur van nog eens 18 boeken. Daarnaast schreef hij meer dan 350 technische artikelen. Hoewel zijn gezichtsvermogen steeds slechter werd gedurende zijn laatste jaren, bleef hij met de hulp van een secretaresse doorwerken. Kennelly overleed op 77-jarige leeftijd in Boston.
Net als Oliver Heaviside en Charles Proteus Steinmetz lag zijn werkgebied niet zozeer in het bouwen van nieuwe apparaten, maar meer in het begrijpbaar maken van de werking ervan, onder andere door het toepassen van nieuwe wiskunde methodes. In 1893 presenteerde hij een artikel over "Impedance" aan de AIEE, waarin hij voor het eerst het gebruik voorstelde van complexe getallen in de wet van Ohm bij de theorie van wisselstroomschakelingen. Later voegde hij hieraan toe het toepassen van complexe hyperboolfuncties bij het oplossen van lijnproblemen.

## Elektrische stoel
Toen de wetgevende macht van de staat New York op zoek was naar een meer menselijker methode om criminelen te executeren vroegen ze Edisons mening over het gebruik van elektriciteit. Deze antwoordde dat elektriciteit de klus kon klaren in de kortst mogelijke tijd en met de minste leed voor het slachtoffer. Maar alleen als ze wisselstroom gingen gebruiken, omdat de geringste aanraking ermee al de directe dood tot gevolg had.
Voor verder onderzoek na de mogelijkheden werd Kennelly door Edison gevraagd om Harold P. Brown hiermee te ondersteunen. Brown was speciaal door Edison aangenomen voor de wetenschappelijke experimenten van elektrocutie met wisselstroom op honden en andere dieren. Diverse elektrocutie-apparaten werden getest op huisdieren die door buurtjongens werden gebracht voor een kwartje per stuk. Deze experimenten werden voornamelijk 's nachts uitgevoerd om ongewenste aandacht van de SPCA (Society for the Prevention of Cruelty to Animals) te vermijden.

## Ionosfeer

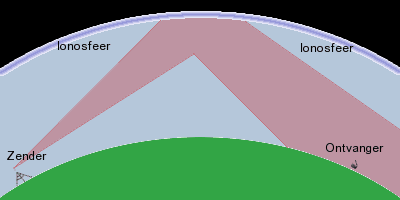
Kennelly-Heaviside-laag

In 1901 zond Guglielmo Marconi radiosignalen van Engeland over de Atlantische Oceaan naar Newfoundland. Kennelly zag dat Marconi's ontvangst veel beter was dan was voorspeld op basis van de toen bekende radiogolf theorieën. Men wist reeds dat radiogolven zich altijd in een rechte lijn voortplanten en door de kromming van de aarde dus eigenlijk niet de afstand over de oceaan konden overbruggen.
Het jaar daarop (1902) kwam hij tegelijk, maar onafhankelijk van Oliver Heaviside, met de mogelijke verklaring dat er een reflecterende laag in de bovenste laag van de atmosfeer aanwezig moest zijn die de uitgezonden radiosignalen als een spiegeloppervlak terugkaatst naar aarde. Kennelly en Heaviside gaven beiden hun naam aan wat we nu de E-laag van de ionosfeer noemen. Pas vele jaren, in 1924, kon de aanwezigheid van deze laag door Edward Victor Appleton experimenteel vastgesteld worden, waarvoor hij in 1947 de Nobelprijs kreeg.

## Onderscheidingen
Kennelly was actief betrokken bij vele professionele organisaties, zoals de Vereniging voor de promotie van het metrieke systeem, de Illuminating Engeering Society, en de U.S. National Committee of the International Electrotechnical Commission. Ook was hij voorzitter van zowel het American Institute of Electrical Engineers (AIEE) als het Institute of Radio Engineers (IRE) in respectievelijk 1898-1900 en 1916.
Vele prijzen en hoge onderscheidingen mocht Kennelly in ontvangst nemen, waaronder de IEE Institution Premium (1887), de Franklin Institute Howard Potts Gold Medal (1917), de IEEE Medal of Honor (1932), Ridder in het Franse Legioen van Eer en de IEEE Edison Medal (1933).

## Werken
- Practical Notes for Electrical Students (1890, samen met H.D. Wilkinson)
- Theoretical Elements of Electro-dynamic Machinery (1893)
- Wireless Telegraphy : An Elementary Treatise (1906)
- Wireless Telegraphy and Wireless Telephony (1913)
- Tables of Complex Hyperbolic and Circular Functions (1914)
- Artificial Electric Lines; Their Theory, Mode of Construction, and Uses (1917)

- Bibsys: 90721523
- Bibliothèque nationale de France: cb10569884h (data)
- Gemeinsame Normdatei: 117509272
- International Standard Name Identifier: 0000 0000 8338 8813
- Library of Congress Control Number: n84804795
- Mathematics Genealogy Project: 24154
- Nationale Bibliotheek van Israël: 987007272028405171
- Nederlandse Thesaurus van Auteursnamen: 069410410
- Istituto Centrale per il Catalogo Unico: CUBV085957
- LIBRIS: 336556
- SNAC: w6gq7r1m
- Système universitaire de documentation: 110854969
- Trove: 949795
- Virtual International Authority File: 3250290
- WorldCat: E39PBJkHpRGkQtbwY3XQ3cxMT3